# Lewis Swift
Lewis A. Swift (Clarkson, 29 febbraio 1820 – Marathon, 5 gennaio 1913) è stato un astronomo statunitense, padre di Edward D. Swift.

## Attività astronomica
Ha scoperto o co-scoperto un gran numero di comete, tra cui le comete periodiche 11P/Tempel-Swift-LINEAR, 64P/Swift-Gehrels, 109P/Swift-Tuttle (corpo progenitore dello sciame meteorico delle Perseidi) e la D/1895 Q1 Swift (nota anche col nome di D/Swift, i cui detriti probabilmente urtarono la Mariner 4 il 15 settembre del 1967 ) e le comete non periodiche C/1877 G2, C/1878 N1, C/1879 M1, C/1881 J1, C/1881 W1, C/1883 D1 (Brooks-Swift), C/1892 E1, C/1896 G1 e C/1899 E1.
È da notare che la cometa 54P/de Vico-Swift-NEAT, pur portando il nome Swift, è stata scoperta dal figlio Edward D. Swift e non da lui.
La sua prolificità nel dare la caccia alle comete lo ha portato a scoprire l'ultima all'età di 79 anni. Durante la sua esistenza è riuscito a vedere la cometa di Halley per ben due volte, a distanza di 76 anni.
Oltre alle comete, Swift ha scoperto centinaia di nebulose. Nel 1878 credette, ma erroneamente, di aver visto due pianeti tipo Vulcano, con orbita interna a quella di Mercurio.
A patrocinare il suo lavoro fu l'uomo d'affari Hulbert Harrington Warner, che finanziò la costruzione di un osservatorio (Warner Observatory) per permettere le osservazioni di Swift. Warner andò in bancarotta a seguito della grave crisi che si registrò nel 1893, la quale pose fine ai finanziamenti, condannando l'osservatorio all'abbandono e costringendo Swift a spostarsi in California dove divenne il direttore dell'Osservatorio di Mount Lowe.
Si sposò due volte, in prime nozze con Lucretia Hunt nel 1850 e in seconde nozze con Carrie D. Topping nel 1864.

## Premi e onorificenze
Nel 1881 gli fu assegnato il premio Lalande .
Nel 1897 gli è stata conferita la Jackson-Gwilt Medal dalla Royal Astronomical Society, premio assegnato per la prima volta proprio quell'anno.
L'asteroide 5035 Swift è stato così battezzato in suo onore .
Gli è stato dedicato un cratere di 10 km di diametro sulla Luna, il cratere Swift.